# Pallas nagy lexikona
Pallas nagy lexikona (на български: Велик лексикон на Палас) е първата завършена унгарска енциклопедия, която не е преводна. Публикувана е от литературното и печатно акционерно дружество Палас между 1893 и 1897 година. Енциклопедията е дело на над 300 автори, състои се от 16 издания и съдържа 150 000 статии.